# Joeropsis trilabes
Joeropsis trilabes là một loài chân đều trong họ Joeropsididae. Loài này được Kensley miêu tả khoa học năm 2003.